# Mecometopus latithorax
Mecometopus latithorax är en skalbaggsart som beskrevs av Martins och Maria Helena M. Galileo 2008. Mecometopus latithorax ingår i släktet Mecometopus och familjen långhorningar.
Artens utbredningsområde är Panama. Inga underarter finns listade i Catalogue of Life.